# Schloss Ginselberg

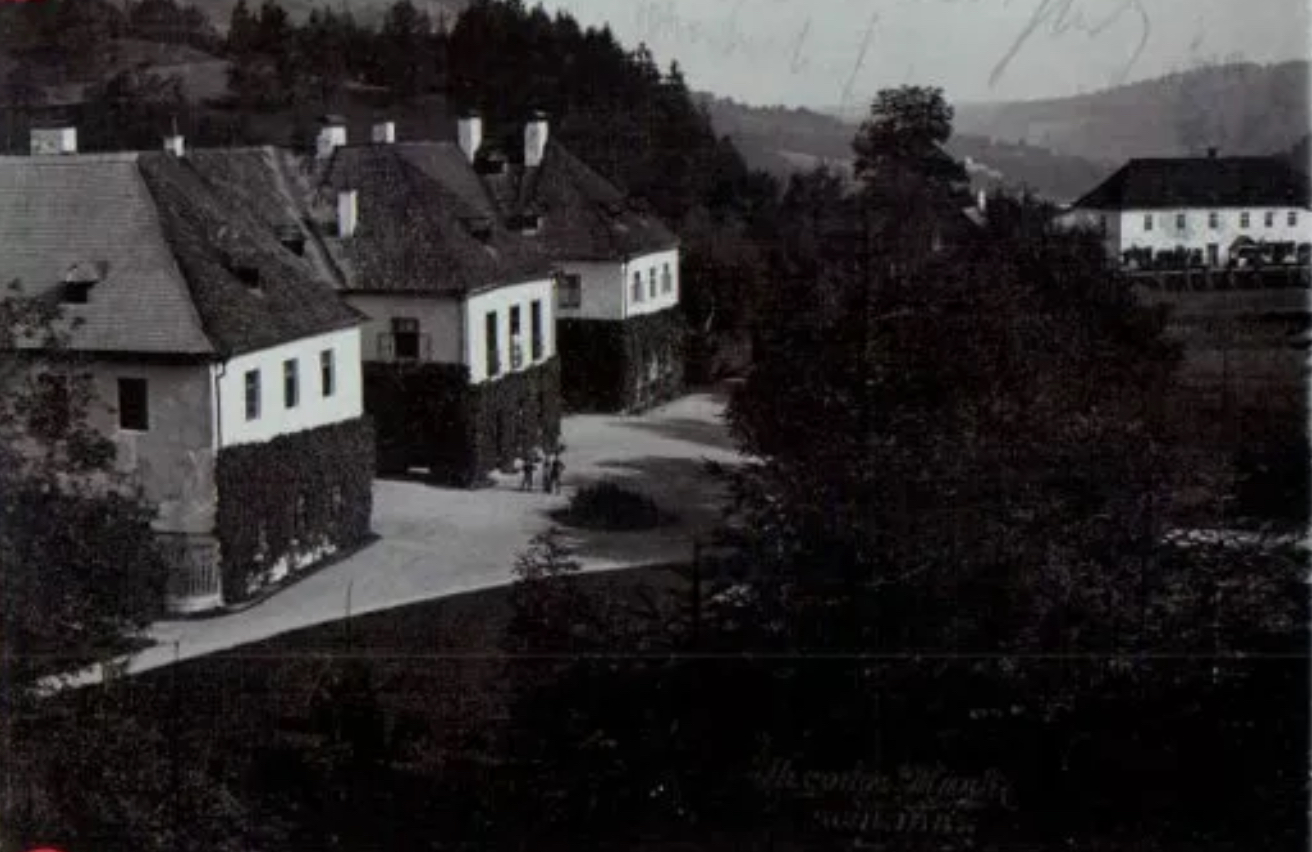
Schloss Ginselberg, um 1900

Das Schloss Ginselberg, auch Schloss Schönfeldt, steht auf einer kleinen Hangterrasse oberhalb eines Tuffsteinbruches im Erlauftal etwas abseits südwestlich der Werkssiedlung Neustift in der Stadtgemeinde Scheibbs im Bezirk Scheibbs in Niederösterreich und steht im Besitz der hochadeligen Familie Schönfeldt.

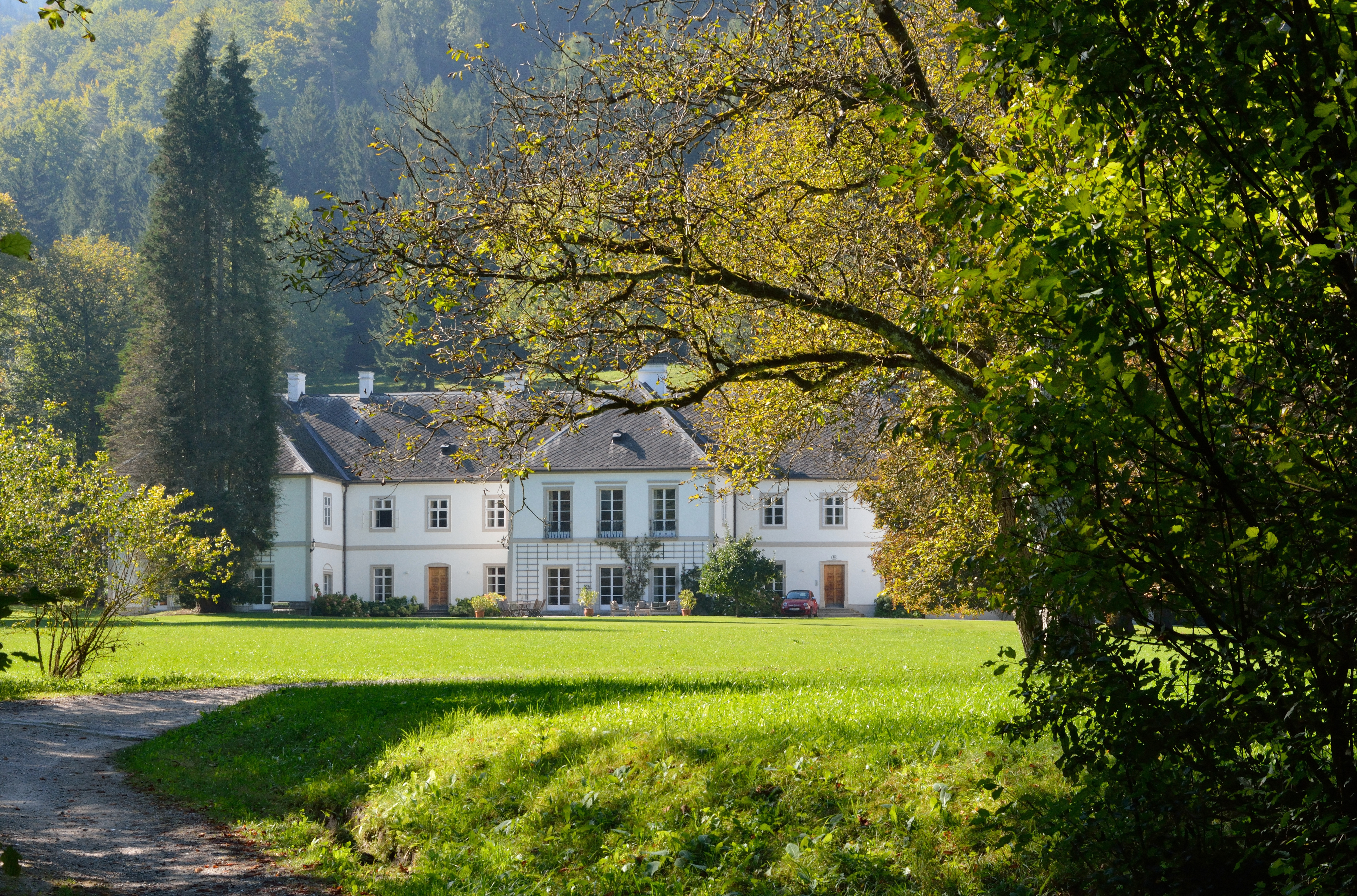
Schloss Ginselberg (aktuelle Ansicht)

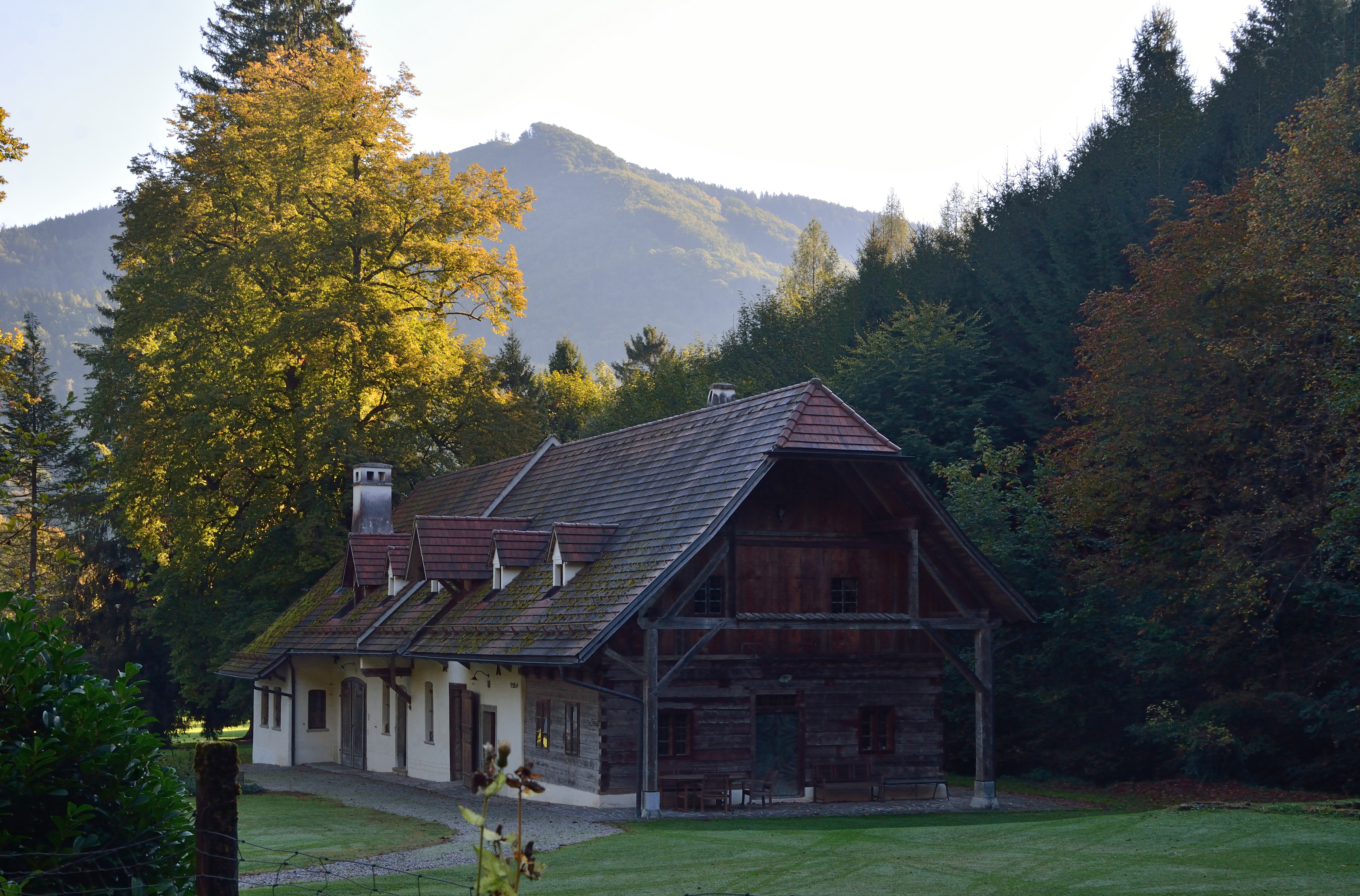
Ehemaliger Stall und eines der Nebengebäude des Schlosses

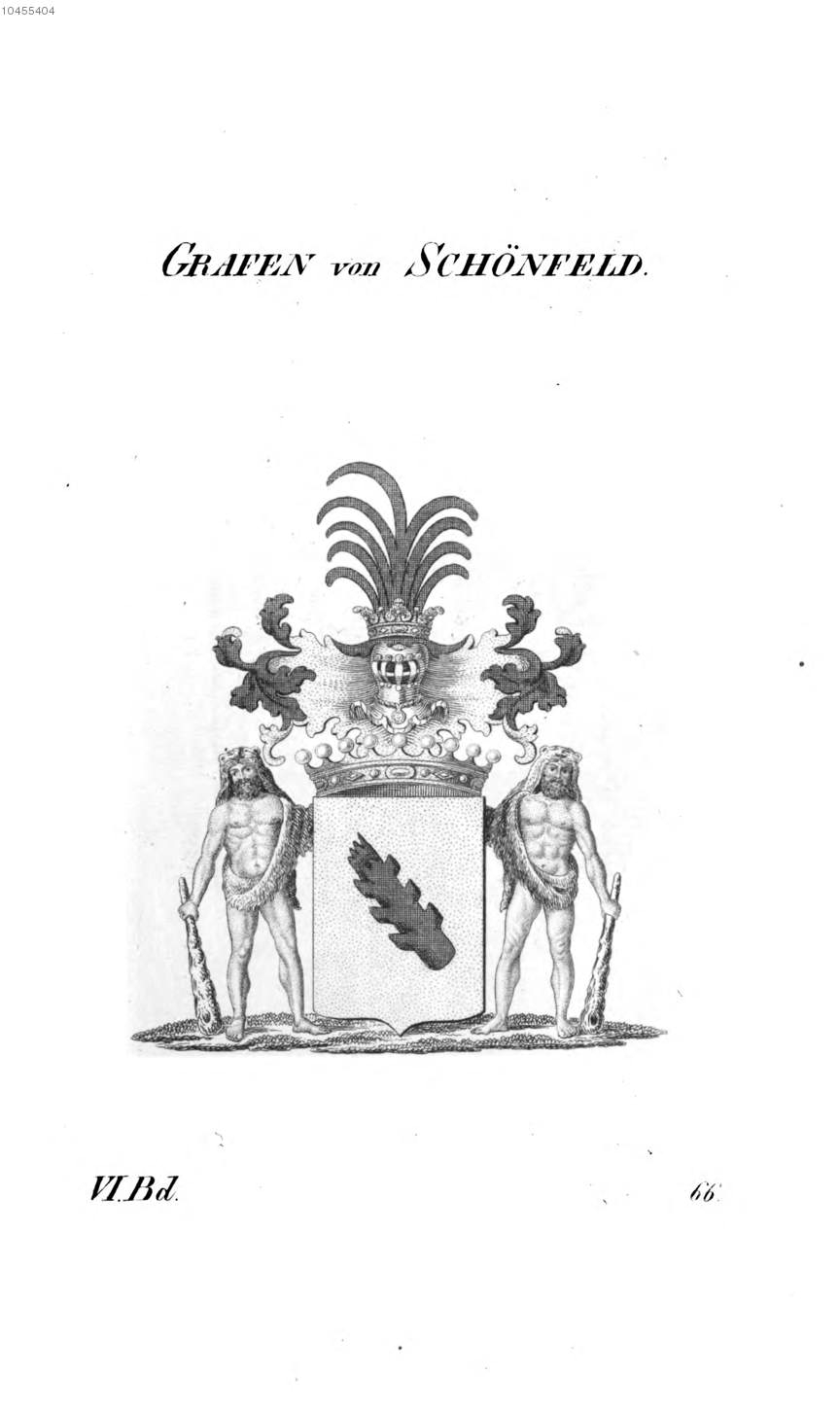
Wappen der Reichsgrafen von Schönfeld

## Geschichte
Anfangs bestand am Ort der Hammer am Viertellehen. Ebendort wurde 1827 eine Spiegelfabrik gegründet, die 1863 zum Schloss umgebaut wurde. 1881 wurde eine Kapelle eingerichtet, welche jedoch abgekommen ist.

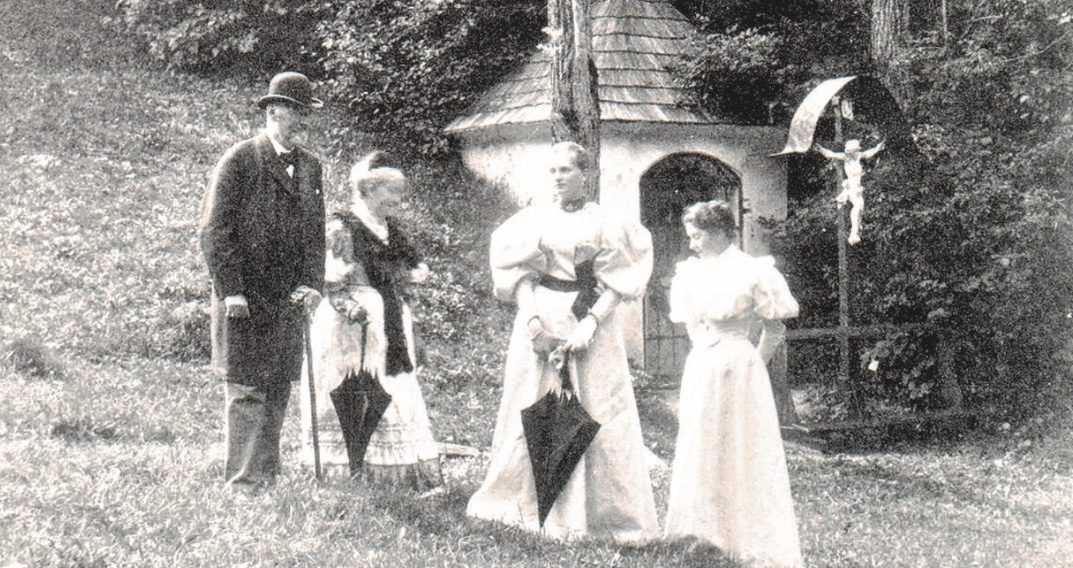
Familie Schönfeldt bei Kapelle

1827 wurde von Ignaz und Anton Dittrich eine große Spiegelfabrik, genauer eine Schleif- und Belegfabrik, errichtet. 54 Personen wurden beschäftigt, das Rohglas wurde aus dem Böhmerwald bezogen und die fertigen Spiegel bis in die Levante verkauft. Im Umfeld befanden sich auch einige kleinere Werke für Eisen-, Leder- und Gipsverarbeitung. 1853 ging die Fabrik auf Andreas und Sophie Ziegler über, 1857 an Alexius und Josephine von Wettstein und 1859 an Constantin Gilani.
1863 kaufte Anton Reichsgraf von Schönfeld († 1900), Flügeladjutant von Kaiser Franz Joseph I., den Besitz und machte das Gebäude durch Umbauten und Erweiterungen zu einem „Gräflichen Schloss“.
Er legte einen bis heute existierenden, jedoch stark veränderten Schlosspark an. Zusätzlich wurden große Grundkäufe in der Umgebung getätigt die mit einem Ausmaß von etwa 350 Hektar das Gut Ginselberg bildeten. Im Jahr 1880 verkaufte Moritz Graf Almasy Schloss Lehnhof und schenkte die Einrichtung der Kapelle seiner Schwägerin Elisabeth Gräfin Schönfeld, welche Obersthofmeister der Kaiserin Mutter und der Erzherzogin Maria Theresia von Braganza war und somit einen der höchsten Stellungen bei Hof einnahm, der Frau des Anton Grafen Schönfeld. Mit diesem Interieur wurde 1881 die Schlosskapelle am Ginselberg errichtet. Im Zweiten Weltkrieg wurden einige Teile des Schlosses beschlagnahmt und als Lazarett verwendet, dabei wurde auch die Kapelle entfernt. Zum Schloss gehören und gehörten noch einige Nebengebäude wie der Pferdestall Ginselberg 11, das Herrenhaus Ginselberg 12 und das Haus Ginselberg 16 sowie weitere kleine Liegenschaften.
1884 wurde Heinrich Graf Schönfeldt, Rennfahrer und Fahrer des weltweit ersten Panzers, auf Schloss Ginselberg geboren und lebte bis zu seinem Tod 1963 auf dem Schloss. Nach seinem Tod verwahrloste es zusehends und wurde erst 2009/10 renoviert. Das Schloss steht seit 1863 bis heute im Familienbesitz. Derzeitiger Besitzer ist Carl Ludwig Schönfeldt.

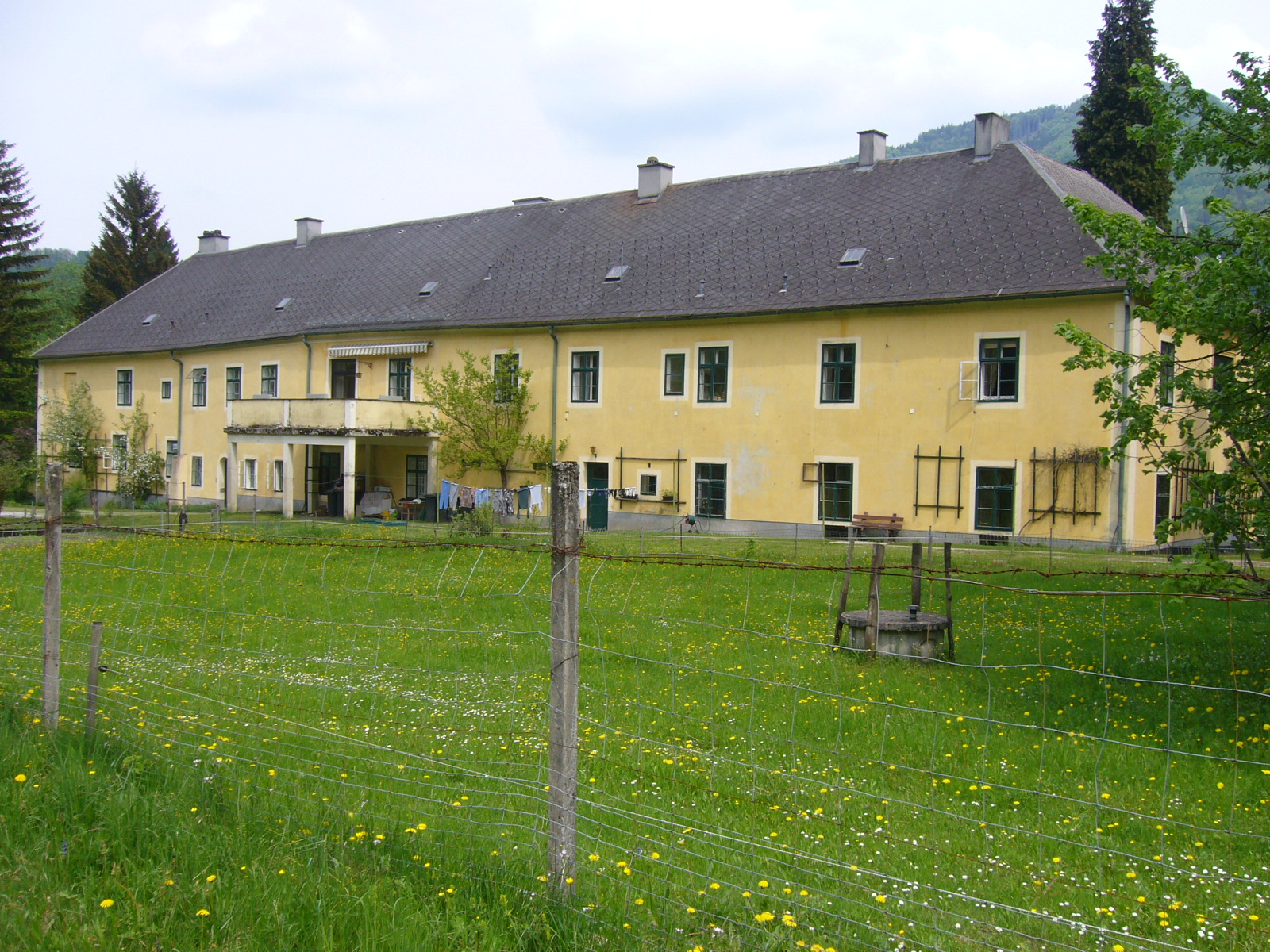
Schloss Ginselberg, vor Renovierung

## Architektur
Die breit gelagerte Anlage hat einen Mittelrisalit und Seitenrisalite. Der schmucklose zweigeschoßige Bau unter einem Walmdach wirkt durch Kubatur und Symmetrie, teils im Erdgeschoß mit platzlgewölbten Lauben geöffnet. Im Gebäudeinneren haben die Räume Flachdecken.

## Schlosspension, Blindenheim, Buddhistisches Zentrum
In dem Nebengebäude Ginselberg 12 richtete 1935 Schönfeldt eine Schlosspension ein, vermutlich aus wirtschaftlichen Gründen. Nach Schönfeldts Tod wurde dort ein Blindenheim eingerichtet.
Mit Gründung des Buddhistischen Zentrum Scheibbs im Jahre 1975 als eine der ältesten buddhistischen Einrichtungen im deutschen Sprachraum, fand das Gebäude neue Verwendung.

## Liste Besitzer
1. Ignaz und Anton Dietrich
2. Alexius von Wettstein, Ritter von Westersheim
3. ab 1860 Anton Reichsgraf v. Schönfeldt
4. Heinrich I Reichsgraf v. Schönfeldt
5. Heinrich II Reichsgraf v. Schönfeldt
6. Dippold Reichsgraf v. Schönfeldt
7. Heinrich Schönfeldt
8. Carl Ludwig Schönfeldt

## Bekannte Bewohner
- Heinrich Schönfeldt
- Elisabeth Schönfeld
- Johann Hilmar Reichsgraf von Schönfeld
- Gustav Herrmann